# Ribe Domkirkes indvielse
|  | Denne artikel er oprettet af botten PalnaBot ud fra en ekstern database. Den kan derfor have sproglige fejl eller mangler. Denne skabelon kan fjernes efter kontrol af indholdet. |

Ribe Domkirkes indvielse er en film instrueret af Peter Elfelt. Filmen viser billeder fra den festlige indvielse d. 7. august 1904.

## Handling
Ribe Domkirke blev opført ca. 1150-1250. Den undergik en gennemgribende restaurering 1883-1904 ved arkitekterne H.C. Amberg og Jacob Helms.

### Hvor er vi
00.00 - 00.43 - Ribe Domkirkes sydside
00.43 - 01.09 - Ribe Domkirkes indgang på vestgavlen

## Se filmen
Film Centralen / Danmark på film https://filmcentralen.dk/museum/danmark-paa-film/klip/genindvielsen-af-ribe-domkirke<